# Leonor Varela

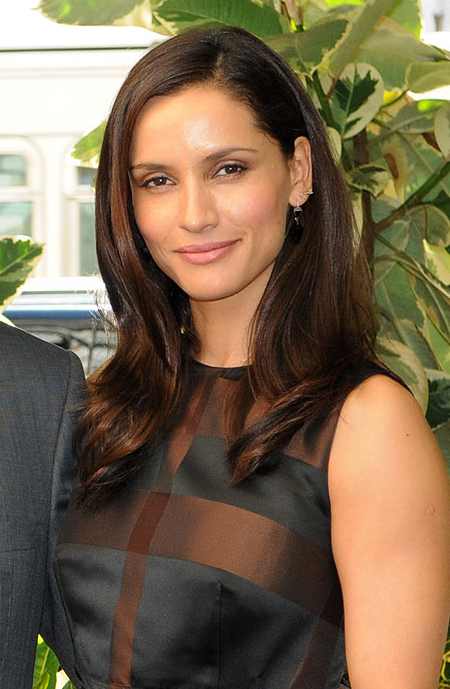
Leonor Varela (2010)

Leonor Varela Palma (* 29. Dezember 1972 in Santiago de Chile) ist eine chilenische Schauspielerin.

## Leben
Varela ist die Tochter des Biologen und Neurowissenschaftlers Francisco Varela und seiner Frau Leonor. In ihrer Kindheit verließ ihre Familie Chile und baute sich in Costa Rica eine neue Existenz auf, um so dem Militärregime Augusto Pinochets zu entkommen. Nach der Ära Pinochet kehrte die Familie kurz nach Chile zurück. Später zog Varelas Familie kurz nach Deutschland und auch nach Frankreich. Sie ist viersprachig mit Englisch, Spanisch, Französisch und Italienisch aufgewachsen.
Seit 1995 ist Varela als Schauspielerin tätig, nachdem sie an der École du Passage und dem Conservatoire Supérieur in Paris studiert hatte. Um ihre Rolle in Cleopatra zu bekommen, musste sich die Vegetarierin gegen mehr als 35 Mitbewerberinnen durchsetzen.
Varela wirkte in zahlreichen US-amerikanischen, französischen und spanischen Film- und Fernsehproduktionen mit. Sie spielte oft Episoden-Hauptrollen in diversen TV-Serien.
Im Zuge der Dreharbeiten zu Cleopatra begann sie eine Liaison mit Billy Zane, mit welchem sie kurzzeitig verlobt war. Sie war danach unter anderem mit dem Fotografen Anthony Mandler und dem Schauspieler Eric Balfour liiert.
Sie ist seit dem 15. April 2013 dem argentinischen Schauspieler und Filmproduzenten Lucas Akoskin in einer Partnerschaft. Am 20. November 2012 kam ihr gemeinsamer Sohn zur Welt. Er war beider erstes Kind. Kurz nach der Geburt wurde bei dem Kind das Aicardi-Goutières-Syndrom diagnostiziert, eine Erbkrankheit, an welcher er am 16. November 2018, vier Tage vor seinem sechsten Geburtstag starb.
Am 25. Februar 2015 wurden die beiden Eltern einer Tochter.

## Filmografie (Auswahl)
- 1998: Die Bibel – Jeremia (Jeremiah)
- 1998: Der Mann in der eisernen Maske (The Man in the Iron Mask)
- 1999: Cleopatra
- 2001: Der Schneider von Panama (The Tailor of Panama)
- 2001: Texas Rangers
- 2002: Blade II
- 2003: Arrested Development (Fernsehserie, zwei Episoden)
- 2003: Ruby & Quentin – Der Killer und die Klette (Tais-toi !)
- 2005: Stargate Atlantis (Fernsehserie, Episode 1x14 Chaya)
- 2006: King Tut – Der Fluch des Pharao (The Curse of King Tut’s Tomb)
- 2007: Der Weihnachtswunsch (Where God Left His Shoes)
- 2007: Goal II – Der Traum ist real! (Goal II – Living the Dream!)
- 2008: Sleep Dealer
- 2008: Hell Ride
- 2009: Wrong Turn at Tahoe
- 2010: Monster Wolf
- 2010: Que Pena Tu Vida
- 2011: Blind Alley – Im Schatten lauert der Tod (El callejón)
- 2012: Dallas (Fernsehserie, sieben Episoden)
- 2013: Odd Thomas
- 2013: Deseo – Karussell der Lust (Deseo)
- 2013: Marvel’s Agents of S.H.I.E.L.D. (Fernsehserie, Episode 1x02 0-8-4)
- 2014: A Fine Step
- 2014: Ride – Wenn Spaß in Wellen kommt (Ride)
- 2015: Murder in Mexico: The Bruce Beresford-Redman Story (Fernsehfilm)
- 2015: Captive
- 2017: All I Wish
- 2017: Happy Birthday – Ein Geburtstag zum Verlieben (All I Wish)
- 2018: Alpha
- 2018: Rettet Flora – Die Reise ihres Lebens (Saving Flora)
- 2018: Lethal Weapon (Fernsehserie, zwei Episoden)
- 2022: The Cow Who Sang a Song Into the Future
- 2022: Miénteme